# Liste des rues de Frameries
 (mai 2023).
Liste des odonymes (noms de voiries et places) de la commune de Frameries. La liste ne reprend que les rues de la section de Frameries, pour les autres sections voir :
- Liste des rues de La Bouverie

## F
- Franklin Roosevelt, anciennement rue du Commerce[1].